# Ann Arbor
Ann Arbor – miasto w Stanach Zjednoczonych, centrum administracyjne hrabstwa Washtenaw, w stanie Michigan, około 60 km na zachód od Detroit.

## Dane ogólne
Ann Arbor jest częścią wielkiego obszaru metropolitalnego Detroit/Ann Arbor/Flint/Windsor, który liczy 5,5 mln mieszkańców (dane z 2000 roku) i jest największym regionem metropolitalnym świata położonym w więcej niż w jednym kraju.
Miasto jest ośrodkiem przemysłu samochodowego, precyzyjnego, elektronicznego. Ann Arbor posiada uniwersytet i zespół szkół medycznych; obserwatorium astronomiczne, ośrodek badań medycznych, chemicznych, lotniczych.

## Historia
Ann Arbor zostało założone w 1824 roku. Prawa miejskie osada otrzymała w 1833 roku.
W mieście działa główny kampus Uniwersytetu Michigan, który przeniósł się tu z Detroit w 1837.

## Miasta partnerskie
- Tybinga, Niemcy
- Belize City, Belize
- Hikone, Japonia

## Znane osoby
- Samuel Ting - amerykański fizyk, laureat Nagrody Nobla
- Charles Cooley - amerykański socjolog
- Michael Phelps - amerykański pływak
- Darren Criss - amerykański aktor i piosenkarz
- Team Starkid Production
- Michael E. Porter - amerykański ekonomista, twórca analizy 5 sił Portera,
- Iggy Pop - amerykański wokalista, autor muzyki, tekściarz, lider zespołu The Stooges.